# G.E.P.
Automobiles G.E.P. war ein französischer Hersteller von Automobilen.

## Unternehmensgeschichte
Émile Godefroy gründete 1913 das Unternehmen in Gennevilliers zur Automobilproduktion. Seine Partner waren Esmenard und Pons. Von den Namen Godefroy, Esmenard und Pons leitete sich der Markenname GEP ab. 1914 endete die Produktion.

## Fahrzeuge
Im Angebot standen Kleinwagen. Das kleinste Modell 8 CV verfügte über einen Einzylindermotor mit 664 cm³ Hubraum. Das mittlere Modell 10 CV hatte einen Zweizylindermotor mit 1058 cm³ Hubraum. Das größte Modell 10 CV wurde von einem Vierzylindermotor von Ballot mit 1131 cm³ Hubraum angetrieben. Zur Wahl standen zweisitzige Karosserien bei den kleinen Modellen, zwei- und viersitzige Karosserien beim größten Modell sowie Lieferwagen. Die Fahrzeuge hatten ein Friktionsgetriebe und Kettenantrieb.